# EuroBrun ER188
Az EuroBrun ER188 egy Formula–1-es versenyautó, amellyel az EuroBrun csapat versenyzett az 1988-as Formula–1 világbajnokság során, valamint az 1989-es idény első felében. Pilótái 1988-ban Oscar Larrauri és Stefano Modena, 1989-ben Gregor Foitek voltak.

## Áttekintés
Az EuroBrun újonc csapat volt, azonban akkori mértékkel nézve merész döntés volt tőlük, hogy mindjárt két autóval is indultak. A kezdetek nem is voltak rosszak, habár az nyilvánvaló volt, hogy 1988-ban, a turbókorszak utolsó évében, egy szívómotoros autóval nem sok esélyük lesz. Larrauri és Modena az idénynyitó brazil nagydíjon mindketten ott voltak, ám ki is estek. Ezt követően azonban sorra érték őket a kudarcok: Larrauri az idény első felében egyetlen versenyt tudott még befejezni, a többin mind kiesett, Modenát pedig előbb Imolában nem rangsorolták, mert akkora hátrányban fejezte be a versenyt, majd sorozatban kétszer is kizárták: Monacóban azért, mert elmulasztotta a mérlegelést, Mexikóban pedig azért, mert az autója szabálytalan volt.
Larrauri teljesítménye visszaesett, ezért a csapattulajdonos Walter Brun megállapodott Christian Dannerrel, hogy ő fogja váltani az argentint. Csakhogy kiderült, hogy Danner túl magas, át kellett volna tervezni a kasztnit annak érdekében, hogy be tudjon ülni, de erre nem maradt pénz. Így aztán maradt Larrauri, akinek meg kellett küzdenie a kétes hírnevével, mert a legtöbb versenyző szerint lassú volt és nehéz is volt lekörözni őt – gyakran még a saját csapattársának is. A szezon közben a csapat egyik névadója, az Euroracing elhagyta a csapatot, de a nevük maradt változatlan. Az autón azonban alakítottak: új festést kapott, és levették a motorborítást is, ami miatt menet közben láthatóvá vált a motor. Modena magyar nagydíjon szerzett tizenegyedik helye volt az évben a legjobb eredményük.
A holtidényben Fabrizio Barbazza vezethette Bolognában a Formula–1 beltéri kupában, de már az első fordulóban kiesett.
Az EuroBrun 1989-ben is nevezett, de az égető pénzhiány miatt csak egyetlen autóval és egy fizetős pilótával, Gregor Foitekkel. Ebből kifolyólag arra se volt lehetőségük, hogy új autót tervezzenek, csak egy B-specifikációra futotta. A gumikat mindazonáltal Pirellire cserélték, a motorokat pedig a Judd CV erőforrásaira. A jellegzetes, sötétnarancs színű autót Foitek egyedül a szezonnyitó brazil nagydíjon tudta továbbjuttatni a prekvalifikáción, de az időmérőn elvérzett, és azután a csapat számára rendre befejeződött a versenyhétvége már pénteken.

## Eredmények
| Év   | Kasztni | Motor             | Gumik | Pilóták        | 1   | 2   | 3   | 4   | 5   | 6   | 7   | 8   | 9   | 10  | 11  | 12  | 13  | 14  | 15  | 16  | Pontok | Helyezés |
| ---- | ------- | ----------------- | ----- | -------------- | --- | --- | --- | --- | --- | --- | --- | --- | --- | --- | --- | --- | --- | --- | --- | --- | ------ | -------- |
| 1988 | ER188   | Ford-Cosworth DFZ | G     |                | BRA | SMR | MON | MEX | CAN | DET | FRA | GBR | GER | HUN | BEL | ITA | POR | ESP | JPN | AUS | 0      | -        |
| 1988 | ER188   | Ford-Cosworth DFZ | G     | Oscar Larrauri | KI  | NK  | KI  | 13  | KI  | KI  | KI  | NK  | 16  | NK  | NPK | NPK | NPK | NK  | NK  | KI  | 0      | -        |
| 1988 | ER188   | Ford-Cosworth DFZ | G     | Stefano Modena | KI  | NR  | KIZ | KIZ | 12  | KI  | 14  | 12  | KI  | 11  | NK  | NK  | NK  | 13  | NK  | KI  | 0      | -        |
| 1989 | ER188B  | Judd CV           | P     |                | BRA | SMR | MON | MEX | USA | CAN | FRA | GBR | GER | HUN | BEL | ITA | POR | ESP | JPN | AUS | 0      | -        |
| 1989 | ER188B  | Judd CV           | P     | Gregor Foitek  | NK  | NPK | NPK | NPK | NPK | NPK | NPK | NPK |     |     | NPK |     |     |     |     |     | 0      | -        |

## Forráshivatkozások
1. 1 2  Az EuroBrun-sztori… (magyar nyelven). Napi F1 sztori, 2020. április 3. (Hozzáférés: 2025. február 27.)